# Christopher Mitchell
Christopher Mitchell (21 mei 1947 - 22 februari 2001) was een Brits acteur, vooral bekend geworden als soldaat (en de aangenomen zoon van de sergeant-majoor) Nigel 'Parky' Parkins uit de comedyserie It Ain't Half Hot Mum. 
Als zoon van de bekende Britse karakteracteur Norman Mitchell zat acteren bij Christopher in het bloed. Toch wist hij na zijn rol in It Ain't Half Hot Mum (Oh moeder wat is het heet) nooit dezelfde bekendheid te vinden in een andere rol. Hij speelde een aantal gastrollen, waaronder in Only Fools and Horses en Keeping Up Appearances en werd hij in 1988 even herenigd met zijn voormalige co-ster Windsor Davies. Dat jaar speelde hij een gastrol in Never the Twain, waarin Davies een hoofdrol vertolkte.
In latere jaren kwam Mitchell aanzienlijk aan en begon hij te tobben met zijn gezondheid. Hij overleed uiteindelijk op 53-jarige leeftijd aan leverkanker en andere aan alcohol-gerelateerde complicaties. Zijn vader Norman overleed nog geen maand later op 82-jarige leeftijd.

## Filmografie
- Here We Go Round the Mulberry Bush (1967) - Tony
- Dixon of Dock Green Televisieserie - Pete (Afl., The Hard Way, 1968)
- A Promise of Bed (1969) - Carl
- Strange Report Televisieserie - Jay Brand (Afl., Cult: When Murder Shrieks Out, 1969)
- Detective Televisieserie - Billy Smith (Afl., Hunt the Peacock, 1969)
- Z Cars Televisieserie - Student (Afl., Love's a Dead Lumber: Part 1, 1971)
- Z Cars Televisieserie - Bob (Afl., Funny Creatures, Women: Part 1 & 2, 1971)
- The Sex Thief (1973) - Ian Wensleydale
- Arthur of the Britons Televisieserie - Barth (Afl., The Games, 1973)
- The Protectors Televisieserie - Juan (Afl., The Bridge, 1974)
- What's Up Superdoc! (1978) - Dr. Robert M. Todd
- Come Back Mrs. Noah Televisieserie - De butler (Afl., The Housing Problem, 1978)
- Crossroads Televisieserie - Politieman Hardiman (Episode 1.3260, 1980)
- The Professionals Televisieserie - Simms (Afl., Kickback, 1980)
- It Ain't Half Hot Mum Televisieserie - Soldaat Nigel 'Parky' Parkins (56 afl., 1974-1981)
- That's My Boy Televisieserie - Mike (Afl., Go Jump in the Fountain, 1983)
- Only Fools and Horses Televisieserie - Politieman Terence Hoskins (Afl., May the Force Be with You, 1983|To Hull and Back, 1985)
- Never the Twain Televisieserie - Norman de barman (Afl., Settled Out of Court, 1988)
- The Bill Televisieserie - Cipier (Afl., Family Ties, 1990)
- Keeping Up Appearances Televisieserie - Bagagedrager (Afl., Hyacinth Tees Off, 1991)